# Grammitis suspensa
Grammitis suspensa là một loài dương xỉ trong họ Polypodiaceae. Loài này được L. Proctor mô tả khoa học đầu tiên năm 1962.